# انجيلو غالي
انجيلو غالي (8 سبتمبر 1912 نوفارا إيطاليا - 23 فبراير 2000 نوفارا إيطاليا) هو لاعب كرة قدم إيطالي سابق كان يلعب كلاعب وسط.